# 鸡纳树
鸡纳树（学名：Cinchona succirubra）为茜草科金鸡纳属下的一个种。國際自然保護聯盟物種存續委員會的入侵物種專家小組（ISSG）列為世界百大外來入侵種。

## 扩展阅读
- 維基物種上的相關：鸡纳树